# Monticel·lita
La monticel·lita és un mineral de la classe dels nesosilicats, i dins d'aquesta pertany a l'anomenat “grup de l'olivina”. Va ser descoberta l'any 1831 a la muntanya Vesuvi, a la província de Nàpols, regió de la Campània (Itàlia), sent nomenada així en honor de Teodoro Monticelli, mineralogista italià.

## Característiques químiques
És un nesosilicat de calci i magnesi, amb els cations de sílice en coordinació octaèdrica. Els minerals del grup de l'olivina en el qual està són tots del sistema ortoròmbic, per la qual cosa es denominen "ortosilicats».
Forma una sèrie de solució sòlida amb el mineral kirschsteinita (CaFe2+SiO₄), en la qual la substitució gradual del magnesi per ferro va donant els diferents minerals de la sèrie.
A més dels elements de la seva fórmula, sol portar com a impureses: titani, alumini, ferro, manganès, zinc i aigua.

## Formació i jaciments
Es forma en roques carbonatites, com a producte de la diferenciació magmàtica en magmes deficients en sílice i rics en CO₂. També apareix en jaciments de metamorfisme de contacte amb gabres olivínics, així com en contactes granit-dolomies. Rares vegades s'ha vist també en kimberlites.
Sol trobar-se associat a altres minerals com: gehlenita, espinela, calcita, merwinita, oakermanita, Vesuvianita, apatita o cuspidina.